# 1915年1月31日月食
1915年1月31日月食为一次在协调世界时1915年1月31日出現的半影月食。該次月食半影食分為0.071、全影食分為-0.994。

## 概述
這次月食的食分是8.88。

## 基本參數
- 類型：半影月食
- 食甚資料：
  - 日期：1915年1月31日
  - 時間：4:57
  - 月球位置：赤經8.88度、赤緯19.1度
  - 食分：半影食分：0.071、全影食分：-0.994

## 外部連結
- NASA月食專頁（页面存档备份，存于）（英文）